# Scleropodium
Scleropodium là một chi rêu trong họ Brachytheciaceae.